# Tango Desktop Project

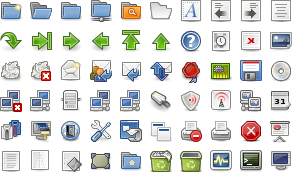
Voorbeeld van de Tango Icon Library

Het Tango Desktop Project is een opensourceinitiatief om een reeks van designrichtlijnen te creëren en om een consistentie te bieden in de gebruikerservaring voor toepassingen op desktopomgevingen. Het project creëerde een set van iconen bekend als de Tango Icon Library, die wordt beschreven als een "proof of concept". Het Tango Desktop Project is een project van freedesktop.org en is nauw verbonden met de andere richtlijnen van freedesktop.org, zoals de Standard Icon Theming Specification.

## Doelstellingen
De belangrijkste doelstelling van het project is om ontwikkelaars in staat te stellen om hun software (qua uiterlijk), eenvoudig te integreren met de desktopomgeving. De visuele inconsistenties die voortvloeien uit de verschillende desktopomgevingen (KDE, GNOME, Xfce, ...) en aangepaste distributies maken het moeilijk voor derden om zich te richten op Linux. In het ideale geval zal elk project dat de Tango-richtlijnen volgt, een uiterlijk (look and feel) hebben dat goed overeenkomt met andere pictogrammen en toepassingen die de richtlijnen volgen.
De stijl heeft niet tot doel om zich visueel uniek te onderscheiden. In plaats daarvan is een tweede doel van het project een stijl te ontwikkelen die applicaties bijpassend maakt aan de algemeen gebruikte besturingssystemen van het moment, zodat toepassingen van onafhankelijke ontwikkelaars niet misstaan op Windows XP, Mac OS X, KDE, GNOME of Xfce.
Naast opstellen van visuele richtlijnen heeft het project tot doel een reeks gemeenschappelijke metaforen voor de iconen vast te stellen. Tango volgt de Standard Icon Theming Specification van Freedesktop.org en ontwikkelt actief de Standard Icon Naming Specification van freedesktop.org, die namen definieert voor de meest voorkomende pictogrammen en de gebruikte metaforen.
Veel opensourceprojecten, zoals GIMP, Scribus en GNOME, volgen tegenwoordig de Tango-stijlrichtlijnen voor pictogrammen. Ook Mozilla Firefox 3 maakt gebruik van Tango-pictogrammen wanneer het programma niet in staat is om de door de gebruiker geïnstalleerde icoonset te vinden en ook voor pictogrammen die niet gedekt worden door de ingestelde icoonset.
Het is ook mogelijk voor propriëtaire (closed source) applicatie-iconen van het Tango Desktop Project te gebruiken. Voorbeelden die in de Tango Showroom genoemd worden zijn onder meer VMware Workstation 6 en Medsphere OpenVista CIS.

## Geschiedenis
In 2009 werden de oorspronkelijke Tango-iconen vrijgegeven in het publiek domein om de implementatie ervan te vergemakkelijken, als gevolg van de copyleft aspecten van de Creative Commons-licentie (Naamsvermelding-GelijkDelen) waaronder ze eerder zijn uitgebracht.

## Kleurenpalet

Het kleurenpalet van het Tango Desktop Project

Dit is het hexadecimale kleurenpalet gebruikt door het Tango Desktop Project, georganiseerd per kleurgroep en helderheid: 
| Butter      | fce94f | edd400 | c4a000 |
|             |        |        |        |
| Chameleon   | 8ae234 | 73d216 | 4e9a06 |
| Sky Blue    | 729fcf | 3465a4 | 204a87 |
| Plum        | ad7fa8 | 75507b | 5c3566 |
| Scarlet Red | ef2929 | cc0000 | a40000 |
| Aluminium   | eeeeec | d3d7cf | babdb6 |
| Aluminium   | 888a85 | 555753 | 2e3436 |